# Rouge Midi
Rouge Midi és una pel·lícula francesa dirigida per Robert Guédiguian, estrenada el 1985.

## Argument
Maggiorina va fugir de la seva Calàbria massa pobre per acabar a L'Estaca, el districte de Marsella on, el 1920, l'emigració italiana és la més important. Obrera d'una fàbrica, coneix en Jérôme, que també va arribar d'Itàlia amb els seus pares. Els dos joves s'agraden i es casen. Mindou, l'amic de Jérôme, que en secret estima la Maggiorina, es dedica al petit tràfic de tota mena i al proxenetisme, gràcies a la millor amiga de la Maggiorina, la Ginette, a qui va enredar amb la perspectiva d'una carrera d'actriu. La pel·lícula transcorre a L'Estaca al llarg de tres generacions. Està inspirat en els records del director. Com ell, al final de la pel·lícula, el net de Jérôme i Maggiorina marxa de Marsella cap a la capital.

## Títol
El títol de la pel·lícula està extret d'un diari desaparegut del Partit Comunista, Rouge-Midi, que tenia la seu a Marsella.

## Repartiment
- Gérard Meylan : Jérôme
- Ariane Ascaride : Maggiorina
- Raúl Gimenez : Mindou
- Martine Drai : Ginette
- Jacques Boudet : Fredou, la fada
- Giuseppe Mella : El pare de Maggiorina
- Salvatore Condro : Guido
- Djamal Bouanane : Salvatore
- Pierre Pradinas : Pierre
- Abdel Ali Sid : Sauveur
- Frédérique Bonnal : Céline
- Jacques Menichetti : Renaldo
- Pierre Banderet : El fill de l'amo